# Greetings (película de 1968)
Greetings (en español: Saludos) es una película dirigida por Brian De Palma. Es una cinta de género satírico sobre hombres provenientes del servicio militar en la Guerra de Vietnam, que incluye a un joven Robert De Niro en su primer papel importante.
Fue la primera película en recibir una calificación X por la MPAA, aunque después se le dio una calificación R.
De Niro volvió a interpretar el personaje de Jon Rubin en la película de 1970 Hi, Mom!, también dirigida por De Palma. La cinta se exhibió en la decimonovena edición del Festival Internacional de Cine de Berlín, en dónde ganó el Premio Oso de Plata.

## Elenco
- Jonathan Warden – Paul Shaw
- Robert De Niro – Jon Rubin
- Gerrit Graham – Lloyd Clay
- Richard Hamilton – Artista pop
- Megan McCormick – Marina
- Tina Hirsch – Tina (como Bettina Kugel)
- Jack Cowley – Fotógrafo de moda
- Jane Lee Salmons – Modelo
- Ashley Oliver – Secretaria del Bronx
- Melvin Morgulis – Vendedor de la calle
- Cynthia Peltz – Divorciada
- Peter Maloney – Earl Roberts
- Rutanya Alda – Linda (ladrona) (como Ruth Alda)
- Ted Lescault – Gerente de la tienda de libros
- Mona Feit – Místico